# Rio Chepeţ
O Rio Chepeţ é um rio da Romênia, afluente do Olt, localizado no distrito de Covasna.